# فريق المشاكسات
فريق المشاكسات برامج تلفزيوني عراقي، قَدَّمه تلفزيون العراق وهو برنامج منوعات بقالب كوميدي وخليط من المشاكسات مع المواطنين تم إنتاجه وعرضه عام 2001،أخرجه علاء الدهان.

## فريق العمل
1. ناظم زاهي
2. وليد حسن جعاز
3. عايدة غريب
4. علي جابر

## معلومات أخرى
اشترك البرنامج في مهرجان القاهرة السابع للإذاعة والتليفزيون